# ملكة جمال الكون 1968
ملكة جمال الكون 1968 هي مسابقة ملكة جمال الكون السابعة عشر في تاريخ مسابقة ملكة جمال الكون منذ انطلاقتها عام 1952، عقدت المسابقة في 13 يوليو 1968 في قاعة ميامي بيتش في ميامي بيتش ، فلوريدا ، الولايات المتحدة، شهدت المسابقة مشاركة 65 متسابقة مع أنحاء العالم، في نهاية الحدث توجت مارثا فاسكونسيلوس من البرازيل من قبل سيلفيا هيتشكوك من الولايات المتحدة.

## النتائج

### المراكز النهائية

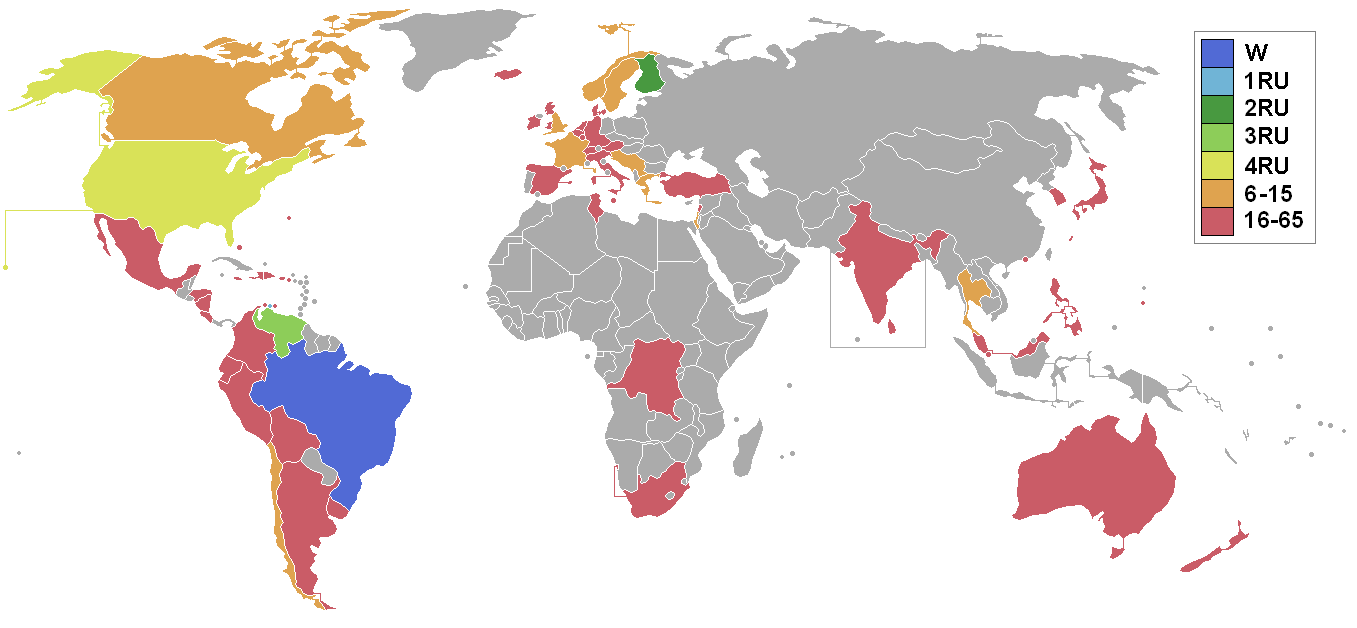
الدول المشاركة والنتائج مسابقة ملكة جمال الكون 1968

| النتائج النهائية     | المتنافسة |
| -------------------- | --- |
| ملكة جمال الكون 1968 | - البرازيل - مارثا فاسكونسيلوس |
| الوصيفة الأولى       | - كوراساو - آن برافهيد |
| الوصيفة الثانية      | - فنلندا - لينا بروسين |
| الوصيفة الثالثة      | - فنزويلا - بيجي كوب |
| الوصيفة الرابعة      | - الولايات المتحدة - دوروثي أنستيت |
| أفضل 15              | - كندا - نانسي ويلسون - تشيلي - دان سالاس ساراديل - إنجلترا - جنيفر سامرز - فرنسا - إليزابيث كادرن - اليونان - ميرانتا زافروبولو - إسرائيل - مريم فريدمان - النرويج - تون كناران - السويد - آن هيلكفيست - تايلاند - ابانتري بريوتسيني - يوغوسلافيا - داليبوركا ستويش |

## المتسابقات
- الأرجنتين - ماريا ديل كارمن جوردان فيدال
- أروبا - ساندرا كروس
- استراليا - لورين جونز
- النمسا - بريجيت كروجر
- البهاما - بريندا فونتيان
- بلجيكا - سونيا دومان
- برمودا - فيكتوريا مارتن
- بوليفيا - روكسانا بولز تشافيز
- بونير - إلسي ماريا دي يونغ
- البرازيل - مارثا فاسكونسيلوس
- كندا - نانسي ويلسون
- سيلان - شيلا جاياتيليك
- تشيلي - دان سالاس ساراديل
- كولومبيا - لوز ايلينا ريستريبو غونزاليس
- كونغو-كينشاسا - إليزابيث تافاريس
- كوستاريكا - آنا ماريا ريفيرا
- كوراساو - آن برافهيد
- الدنمارك - جيت بروج
- جمهورية الدومنيكان - آنا ماريا أورتيز
- الإكوادور - بريسيلا ألافا غونزاليس
- انجلترا - جنيفر سامرز
- فنلندا - لينا بروسين
- فرنسا - إليزابيث كادرن
- ألمانيا - ليليان أتيرر
- اليونان - ميرانتا زافروبولو
- غوام - ارلين فيلما تشاكو
- هايتي - كلودي باكوين
- هولندا - ناتالي هايل
- هندوراس - نورا إيداليا جيلين
- هونغ كونغ - تامي يونغ
- أيسلندا - هيلين كنوتسدوتير
- الهند - أنجوم ممتاز برق
- أيرلندا - تيفاني سكالس
- إسرائيل - مريم فريدمان
- إيطاليا - كريستينا بوسيناري
- جامايكا - مارجوري برومفيلد
- اليابان - ياسويو يينو
- كوريا الجنوبية - كيم يون جونغ
- لبنان - سونيا فارس
- لوكسمبورغ - لوسيان كرير
- ماليزيا - مزنة بنت محمد علي
- مالطا - كاثلين فاروجيا
- المكسيك - بيرلا أوليفيا أغيري مونيوز
- نيوزيلندا - كريستين ماري أنتونوفيتش
- نيكاراغوا - مارجين ديفيدسون موراليس
- النرويج - تون كناران
- أوكيناوا - ساشي كاواميتسو
- بيرو - ماريا إستر برامبيلا
- الفلبين - روزاريو «تشارينا» روسيلو سرقسطة
- بورتوريكو - مارلين كاراسكيلو
- اسكتلندا - هيلين ديفيدسون
- سنغافورة - ياسمين سيف
- جنوب أفريقيا - مونيكا فيرال
- إسبانيا - يولاندا اوركويجو
- السويد - آن هيلكفيست
- سويسرا - جانيت بيفيغر
- تايلند - ابانتري بريوتسيني
- تونس - رقية دخيل
- تركيا - زوهل أكتان
- أوروغواي - جراسييلا مينارييتا
- الولايات المتحدة - دوروثي أنستيت
- فنزويلا - بيجي كوب
- جزر العذراء الأمريكية - سادي سارجينت
- ويلز - جوديث رادفورد
- يوغوسلافيا - داليبوركا ستويش

## الروابط الخارجية
- موقع ملكة جمال الكون الرسمي